# Estàtua eqüestre de Marc Aureli
L'Estàtua eqüestre de Marc Aureli, és una estàtua de bronze, d'aproximadament 4 metres d'alçada. Data del segle ii, concretament de l'any 176 dC.

## Context
Atesa la impossibilitat de governar el gran territori aconseguit amb l'expansió republicana, en el període imperial (31 aC - 476 dC) s'optà per establir un nou sistema polític, liderat per un emperador, i es va dividir el conjunt de les terres en províncies. Amb una sòlida estructura social, jurídica, política i comercial, el poble romà va rebre la influència cultural grega. L'art va ser un instrument bàsic de demostració de poder i es van construir edificis públics i privats a totes les ciutats romanitzades.
La nova organització política de l'Imperi implicava la necessitat de destacar qui ocupava el cim jeràrquic: L'emperador o cèsar. Els romans van recórrer a la imatge per a assolir la magnificació del càrrec. Es van establir unes tipologies de representació imperial que indicaven de manera pregona la preeminència del cèsar per sobre tots els altres homes (recorrent, si s'escau, a la divinització). Per altra banda, es multiplicaren les representacions que difonien arreu la presència de les imatges de l'emperador. L'objectiu era familiaritzar i fidelitzar la població amb el seu gran i poderós dirigent, màgicament present en efígie arreu, presidint i/o controlant qualsevol acte de la vida pública en tots els racons de l'imperi. Les principals tipologies de representació imperial varen establir-se sota el regnat d'Octavi.
L'emperador Marc Aureli, tot i que va haver de recórrer permanentment a la guerra per mantenir la seguretat de l'Imperi, era home d'ideals humanitaris i molt conscient dels beneficis d'una convivència pacífica i enriquidora. Se li atribueix un text, les Meditacions, un conjunt de reflexions i consells molt valorat des dels humanistes que l'identifica com un emperador format en sòlids ideals filosòfics estoics.

## Descripció
Encara que en aquesta escultura l'emperador Marc Aureli es presenta d'amunt d'un cavall, guarda molta similitud amb les estàtues pròpies d'August. El tema central de l'estàtua és el poder i la grandesa divina, amb l'emperador amb el posat de persona engrandida respecte de la seva talla real i estenent la seva mà, en un gest molt característic dels retrats d'August. El gest pot també significar clemència cap a un enemic abatut als peus del cavall -segons alguns historiadors basats en relats de l'edat mitjana que especifiquen que a l'estàtua es mostrava també un cacic bàrbar a la gatzoneta davant la pota dreta davantera del cavall-. Aquesta imatge tenia com a finalitat mostrar a l'emperador com a un senyor de la terra sempre victoriós i conqueridor. Tanmateix, al no portar armes o armadura, Marc Aureli sembla transmetre més una imatge de pau que d'heroi militar, tal com ell es percebia a ell mateix i el seu regne. També es pot assenyalar que Marc Aureli fa la seva muntura sense l'estrep que encara no havia estat introduït en el món occidental.

## Tècnica i estil
És una escultura realitzada en bronze, fabricada a partir de diversos motlles soldats i completada amb detalls fets a base d'incisions o batuts. L'excel·lent factura i la seva gran qualitat fan palès que fou el treball d'un artista (de fet, probablement un equip) altament qualificat. Malauradament, tal com sol ser comú en període imperial, ignorem completament la personalitat i el nom de l'artista. Es tracta d'una obra pensada per ser vista des de múltiples punts de vista malgrat que potencia la visió frontal. Cal destacar els abundants rinxols de la barba i el cabell que contrasten amb les suaus faccions del rostre.

## Història

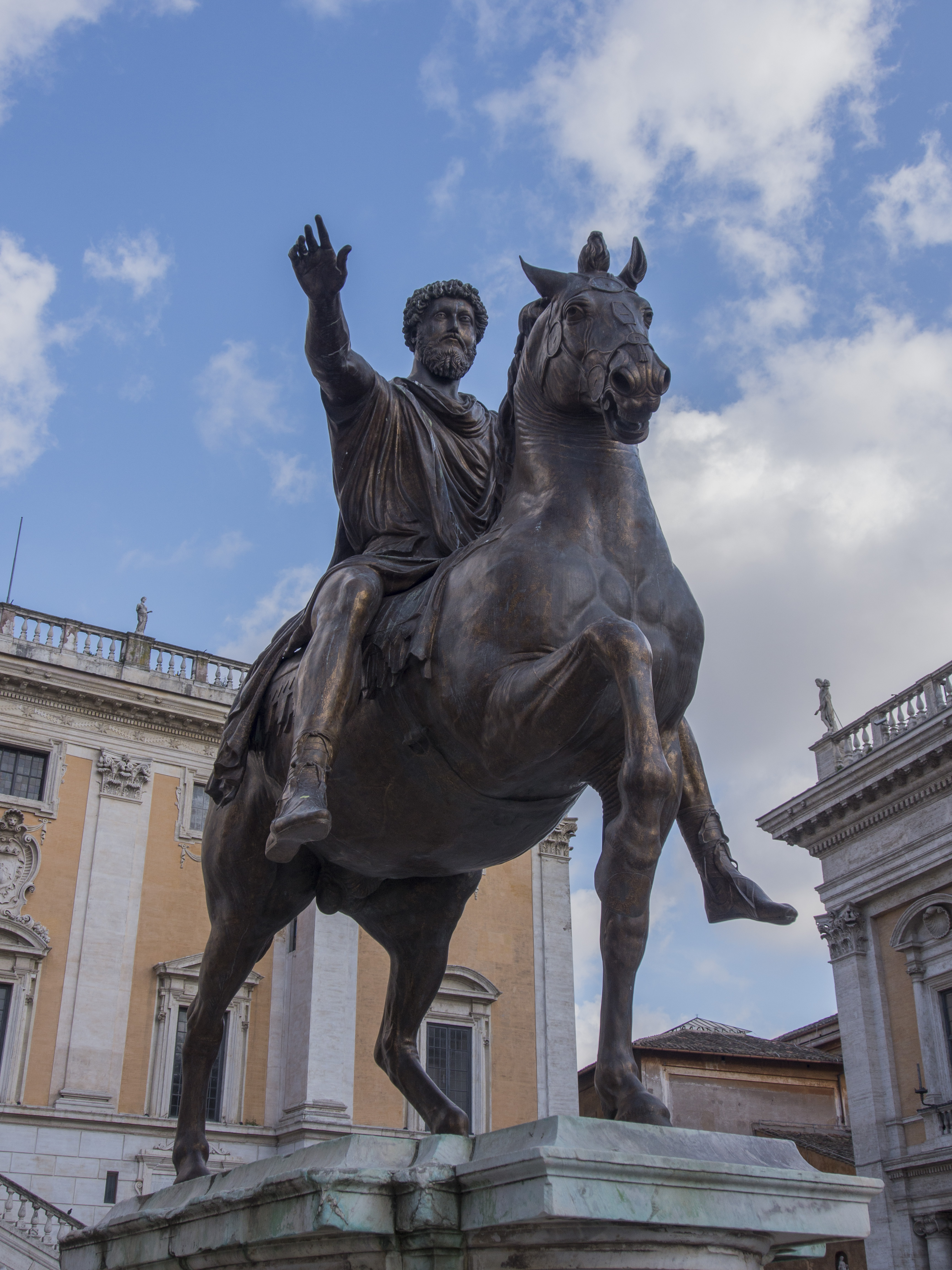
Réplica de l'Estàtua eqüestre de Marc Aureli a la Plaça del Capitoli

Anteriorment, existien nombroses estàtues imperials eqüestres, però poques van sobreviure a causa de la pràctica usual de fondre les estàtues de bronze per tornar-les a utilitzar com a monedes o per construir noves estàtues -per exemple, com va succeir durant el període tardà de l'imperi, després de l'aparició de les esglésies cristianes de Roma-. És per aquest motiu que molt poques estàtues de bronze van sobreviure, i molt menys les que mostraven emperadors. Els cristians medievals també les van destruir sota la creença que eren ídols pagans. De fet, aquesta estàtua és l'única de bronze d'un emperador romà de l'època precristiana que ha arribat als nostres dies.
Durant l'edat mitjana, va ser una de les poques estàtues romanes que va romandre a la vista pública, perquè es creia, erròniament, que es tractava d'una estàtua eqüestre de l'emperador procristià Constantí I el Gran. Era en el Palau del Laterà a Roma, i el 1538 va ser traslladada a la Plaça del Capitoli, al Capitoli, durant el nou disseny realitzat per Miquel Àngel. Encara que el mateix Miquel Àngel no estava d'acord amb la seva posició central, va dissenyar un pedestal especial per a aquesta. Actualment, el pedestal i el bronze original es troba en una nova sala d'exposició, construïda especialment per allotjar-ho, al Palau dels Conservadors dels Museus Capitolins, substituint-ho per una rèplica a la plaça.
Una rèplica de l'estàtua es pot trobar al campus de la Universitat de Brown als Estats Units des de l'any 1908.

## Iconografia
Es tracta de la figura eqüestre (muntada a cavall) de l'emperador romà Marc Aureli, que posa de manifest tota la seva grandesa i poder. El gest, molt semblant al d'algunes representacions d'Octavi (primer emperador, 16aC. - 14dC.), ha estat interpretat com una manifestació de clemència. Aquesta suposició vindria confirmada per la figura d'un cabdill bàrbar, citada per una font medieval però perduda, que era sota la pota enlairada del cavall. L'emperador es manifesta d'aquesta manera com un general invencible. Però el fet d'anar vestit de civil i desarmat, humanitza el personatge perquè indica que es tracta d'un pacificador, no d'un conqueridor. Té una funció commemorativa i d'exaltació del poder de l'emperador. És l'única estàtua eqüestre conservada de la iconoclàstia cristiana pel fet d'haver estat confosa amb la figura de Constantí primer emperador cristià.

## Models i influències
L'estàtua eqüestre, que magnifica la personalitat del cavaller realçant l'estampa, en si mateixa imposant, de l'home damunt la bèstia és un motiu temàtic. Es coneixen mostres antigues amb representació de figures cavalcant a diversos indrets del Pròxim i del Llunyà Orient. De l'època grega antiga es conserva el fragment d'una obra del S.VI aC., l'anomenat Cavaller Rampin, que representa un kouros dalt de cavall.
No va ser però fins a l'època romana que l'estàtua eqüestre va arribar a la seva consolidació. La voluntat de representació que sempre manifestà l'art romà, va trobar un vehicle magnífic per a resoldre iconogràficament l'enaltiment del poder i la glòria d'un personatge. L'estampa que sobreposa genet i cavall, intel·ligència i força sumades en una fusió de poder i grandesa, va esdevenir un motiu eficaç i repetit.
Malgrat que coneixem l'existència de centenars, -potser milers- d'estàtues eqüestres per tot l'imperi, realitzades amb bronze o amb altres materials com marbre, pràcticament cap ha arribat fins a nosaltres, llevat de diverses restes fragmentades com els anomenats “Bronzes Daurats” de Pergola. Una estàtua completa per bé que menor, el Regisole de Pavia, va perviure fins al 1796.